# Skorpuchowate
Skorpuchowate (Chelydridae) – rodzina żółwi z podrzędu żółwi skrytoszyjnych. To największe żółwie słodkowodne.
OpisKarapaks normalnie wykształcony, plastron mocno zredukowany ma kształt klamry w kształcie krzyża. Karapaks jest oddzielony od plastronu rzędem małych rogowych tarczek. Głowa duża, szyja gruba oraz nieproporcjonalnie grube i mocne odnóża. Głowy nie mogą schować w całości pod pancerzem. Również ich nogi nie są wciągane pod pancerz. Aby je chronić, żółw ściśle je do siebie przyciska. Ogon długi, pokryty tarczkowatymi łuskami (przypominającymi te u krokodyli).
RozmiaryKarapaks dochodzi do 80 cm długości, masa ciała do 100 kg.
BiotopWodny, chociaż są słabymi pływakami. Leżą zagrzebane w mule dennym płytkich zbiorników śródlądowych.
PokarmWszystkożerne, drapieżne i agresywne.
WystępowanieAmeryka Północna i północno-zachodnia część Ameryki Południowej – od południowej Kanady na południe po Ekwador.
Systematyka
- Klad Pan-Chelydridae (klad obejmujący rodzinę Chelydridae i wszystkie wymarłe taksony bliżej spokrewnione z Chelydridae niż z którymikolwiek innymi współcześnie żyjącymi żółwiami)
  - Rodzaj †Chelydropsis
    - †Chelydropsis decheni (syn. C. sanctihenrici, C. apellanizi)
    - †Chelydropsis kusnetzovi
    - †Chelydropsis murchisoni (syn. Chelydra allingensis, Chelydropsis carinata, Chelydropsis staeschei, Macrocephalochelys pontica, Trionyx sansaniensis)

  - Rodzaj †Denverus
    - †Denverus middletoni

  - Rodzaj †Protochelydra
    - †Protochelydra zangerli

  - Rodzina Chelydridae (grupa koronna)
    - Rodzaj Chelydra
      - skorpucha jaszczurowata (Chelydra serpentina) (syn. Chelydra laticarinata, Chelydra sculpta)
      - Chelydra acutirostris
      - Chelydra rossignonii[6]
      - †Chelydra floridana (syn. Macrochelys floridana)

    - Rodzaj Macrochelys (syn. Chelydrops)
      - skorpucha sępia (Macrochelys temminckii)
      - Macrochelys apalachicolae?[7]
      - Macrochelys suwanniensis[8][9]
      - †Macrochelys auffenbergi
      - †Macrochelys schmidti
      - †Macrochelys stricta[8]

Joyce (2016) zaliczył dodatkowo do Pan-Chelydridae gatunki Broilia robusta Bergounioux i Crouzel (1965), Chelydra argillarum Laube (1900), Chelydropsis minax Chkhikvadze (1971), Chelydropsis poena Chkhikvadze (1971), Chelydra strausi Schmidt (1966), Emys sansaniensis Lartet (1851), Emysaurus meilheuratiae Pomel (1846), Hoplochelys caelata Hay (1908) i Testudo grandis Macarovici i Vancea (1959), uznając je wszystkie za nomina dubia.